# Скорих Олександр Митрофанович
Скорих Олександр Митрофанович (27 січня 1939, Дружківка — 5 травня 2020) — голова Донецького відділення Національної спілки художників України, скульптор.

## Біографія
Народився 27 січня 1939 року в Дружківці.
1960 року закінчив Луганське державне художнє училище.
Автор наступних пам'ятників Донецька:
- 2001 — пам'ятник Джону Юзу
- 2002 — пам'ятник Анатолію Солов'яненку (спільно з архітектором — Віталієм Євгеновичем В'язовським).
- 2005 — меморіальна дошка на честь Василя Петровича Миронова
- 2007 — пам'ятник Олександру Астраханю

У Донецьку передбачається встановити пам'ятники Льву Толстому, Сергію Прокоф'єву і жінкам Донбасу роботи Олександра Митрофановича.

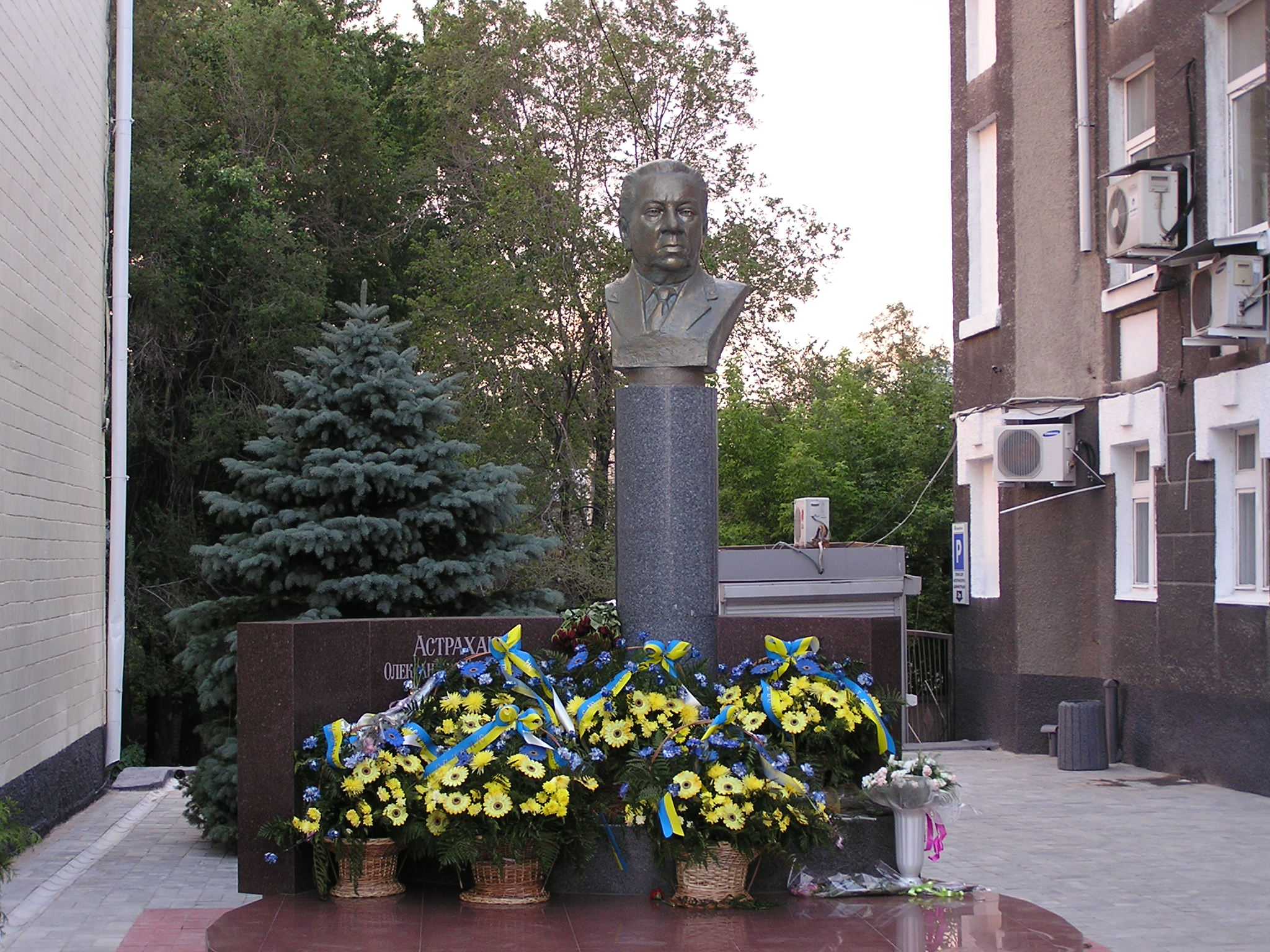
пам'ятник Олександру Астраханю
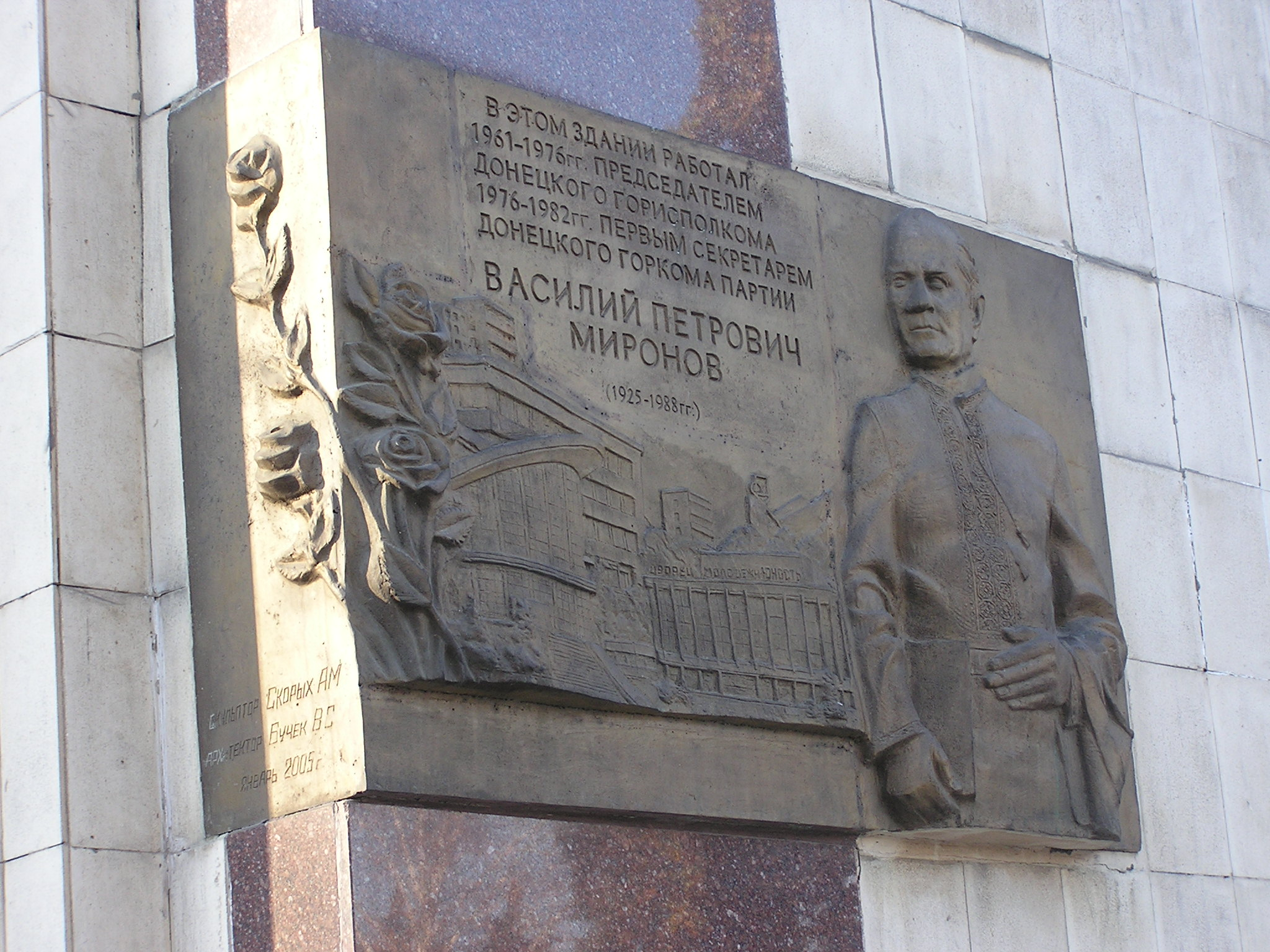
меморіальна дошка на честь Василя Петровича Миронова

Інші роботи: «Портрет учасника Донецького підпілля К. Беленко» (1973); «Портрет бригадира шахти імені Засядька І. Манекін» (1985).
Член національної спілки художників України з 1975 року. У 2005 році був нагороджений почесною грамотою Верховної Ради України.